# Constitutioneel referendum in Liberia (1847)
Het constitutioneel referendum in Liberia van 1847 werd op 27 september van dat jaar gehouden waarbij de kiezers zich konden uitspreken over de grondwet die eerder dat jaar, op 25 juni, was aangenomen door de Constitutionele Conventie. Een meerderheid van 78,68% van de kiezers sprak zich uit vóór de grondwet. Onder de bewoners van de kleinere nederzettingen meer in het binnenland (vnl. in Sinoe) vond men de meeste tegenstemmers.

## Uitslag
| Keuze                           | Stemmen | %     |
| ------------------------------- | ------- | ----- |
| "Vóór"                          | 214     | 78,76 |
| "Tegen"                         | 58      | 48,00 |
| Totaal                          | 272     | 100   |
| Geregistreerde kiezers/ opkomst |         |       |
| Bron: AED                       |         |       |

### Uitgelicht
| Nederzetting                    | "Vóór"        | "Tegen"      |
| ------------------------------- | ------------- | ------------ |
| Monrovia                        | 111 (100,00%) | 0 (0,00%)    |
| Caldwell                        | 22 (78,57%)   | 6 (21,43%)   |
| New Georgia                     | 31 (91,18%)   | 3 (8,82%)    |
| Millsburg                       | 21 (100,00%)  | 6 (0,00%)    |
| Sinoe                           | 0 (0,00%)     | 37 (100,00%) |
| Marshall                        | 4 (25,00%)    | 12 (75,00%)  |
| Bassa Cove                      | 9 (100,00%)   | 0 (0,00%)    |
| Bexley                          | 16 (100,00%)  | 0 (0,00%)    |
| Totaal                          | 214 (78,76%)  | 58 (21,32%)  |
| Geregistreerde kiezers/ opkomst |               |              |
| Bron: AED                       |               |              |

## Bron
- (en)  African Elections Database: 1847 Liberian Referendum
- (en)  Dr. A. Abayomi Cassell: Liberia: History of the First African Republic, Fountainhead Publishers, New York 1970